# Калмелс ет ла Вјала
Калмелс ет ла Вјала (фр. Calmels-et-le-Viala) насеље је и општина у јужној Француској у региону Миди Пирене, у департману Аверон која припада префектури Мијо.
По подацима из 2011. године у општини је живело 228 становника, а густина насељености је износила 9,83 становника/km². Општина се простире на површини од 23,20 km². Налази се на средњој надморској висини од 350 метара (максималној 574 m, а минималној 269 m).

## Демографија
| 1962. | 1968. | 1975. | 1982. | 1990. | 1999. | 2011. |
| ----- | ----- | ----- | ----- | ----- | ----- | ----- |
| 339   | 303   | 239   | 211   | 214   | 207   | 228   |

График промене броја становника у току последњих година